# Gerd Lisken
Gerd Lisken (19. April 1928 in Moers – 26. Mai 2018 in Bielefeld) war ein deutscher Pianist, Komponist, Musikpädagoge, Improvisationsmusiker, Sänger und Pionier der Stilrichtung Neue Improvisationsmusik.
Seine Schwester war die Sängerin Emmy Lisken.

## Leben
Gerd Lisken studierte an der Musikhochschule Trossingen und an der Musikhochschule Köln Schulmusik sowie Komposition bei Helmut Degen. 1960 kam er nach Bielefeld und unterrichtete erst als Dozent, von 1972 bis 1993 als Professor für Musikpädagogik an der Pädagogischen Hochschule Bielefeld, die 1980 Teil der Universität Bielefeld wurde. Dort war er von 1987 bis 1989 Dekan der Fakultät für Theologie, Geographie, Kunst und Musik.
Anfang der 1970er Jahre lernte er die Improvisationsmusik-Pionierin Lilli Friedemann kennen und erhielt von ihr wichtige Impulse für seine künstlerische und pädagogische Arbeit. Seitdem nahm die Improvisation einen zentralen Stellenwert in seinem Wirken ein. Das 1970 von ihm mit Willem Schulz und Anke Züllich-Lisken gegründete Trio Dekadenz war bis zu seinem Tod im Jahre 2018 aktiv und zählt damit zu den langjährigsten Ensembles der Improvisationsmusik-Szene.
Als Hochschulprofessor initiierte und leitete er Instrumental- und Vokalensembles für Improvisation, in denen mehrere Generationen von Studierenden experimentelle Herangehensweisen ans Musizieren und Hören praktisch erfuhren. Im Kreis um Lilli Friedemann war er außerdem langjährig Mitglied des 1964 gegründeten Ring für Gruppenimprovisation, der praktisch und theoretisch zu Improvisation forscht und Konzerte und Kongresse veranstaltet.
Ab 1989 bereicherten Lisken und einige Mitstreiter, darunter u. a. Willem Schulz, Anke Züllich-Lisken, Georg Krieger, Anna-Christine Rhode-Jüchtern und Edith Murasov, das kulturelle Leben Bielefelds mit der Gründung des Vereins Cooperativa Neue Musik, der eine regelmäßigen Konzert- und Gesprächsreihe für Neue Musik veranstaltet. So fanden von 1989 bis 2018 mehr als 100 Konzerte statt und monatlich Vorträge bzw. Gesprächskonzerte im Rahmen eines Jour-Fixe. Lisken war lange Vorsitzender und bis zuletzt Mitglied im Programmbeirat der Cooperativa.
2014 gründeten er und weitere langjährige Cooperativa-Mitglieder – Instrumentalisten, Sound-Artists, Sängerinnen und Sprecherinnen – das Cooperativa Ensemble, ein Ensemble für Neue Musik, in dem Lisken bis zu seinem Tod als Pianist und Komponist wirkte.
Seine kompositorische Arbeit beinhaltet vor allem Kammermusik und Chorwerke. Einige Lied-Kompositionen trug er in seinem Soloprogramm „In den alterslosen Seen“ vor und veröffentlichte sie auf der CD „Meine Lieder“. Seine Werke wurden im Hans-Sikorski-Verlag veröffentlicht. Für das Chorwerk … dein aschenes Haar erhielt er 1999 den Carl von Ossietzky-Kompositionspreis der Universität Oldenburg.
Für seine vielfältigen kulturellen Aktivitäten und sein Engagement für Stadt, Universität und Kultur wurde Gerd Lisken 2009 mit dem Kulturpreis der Stadt Bielefeld geehrt.
Lisken starb 2018 im Alter von 90 Jahren und wurde auf dem Friedhof in Bielefeld-Schildesche beigesetzt.
Zu Liskens Gedenken fand am 2. März 2019 im Bielefelder Jazz-Club Bunker Ulmenwall ein 5-stündiges Gedenkkonzert mit über 50 Mitwirkenden – zumeist langjährigen musikalischen Weggefährten, aber auch ehemaligen Studierenden – statt.

## Preise und Auszeichnungen
- Carl von Ossietzky-Kompositionspreis der Universität Oldenburg 1999[9]
- Kulturpreis der Stadt Bielefeld 2009[10]

## Ensembles
Professionelle Ensembles:
- Trio Dekadenz mit Anke Züllich-Lisken und Willem Schulz, Improvisationsensemble
- Cooperativa Ensemble, Ensemble für Neue Musik, mit Edith Murasova, Anke Züllich-Lisken, Heidemarie Bhatti-Küppers, Reinhold Westerheide, Stefan Kallmer, Willem Schulz, Angelika Höger, Peter Schwieger, Marcus Beuter[11]
- Trio WEGULI, mit Reinhold Westerheide und Andreas Gummersbach
- Je-länger-je-lieber, Duo mit Anke Züllich-Lisken[12]
- Duo mit Kabarettist Hanns Dieter Hüsch, u. a. 1993 mit dem Programm Aus dem Blauen (Wort-Musik-Improvisationen)[13]

Ensembles an der Universität Bielefeld:
- Chaos-Orchester, Improvisationsorchester für jegliche Instrumente
- Vokal-Quadrat, Ensemble für vokale Stimm-Improvisation[2]

## Theater
2016 wirkte Gerd Lisken als Performer und Musiker im autobiographischen Theater Väter und Söhne im Theaterlabor Bielefeld mit, unter Leitung von Christine Grunert (Tanz) und Gunther Möllmann (Schauspiel).

## Werke (Auswahl)
- Sonate für Violoncello und Klavier (1954)[15]
- Kantaten für Singstimme und Klavier (Es sitzt ein Vogel auf dem Leim / Es stand vor eines Hauses Tor / Fink und Frosch) Text: Wilhelm Busch (1959)
- Jauchzet Gott, alle Lande. Kantate für Chor und Begleitinstrumente. (1962)[16]
- Zwei Motetten für gemischten Chor (1964)[17]
- Vibration: Modell für eine Gruppenimprovisation (1971)[18]
- Lieder und Kanons[8]
- Kinderkreuzzug für Chor
- Kanonische Melodien für diverse Gelegenheiten (1992)
- Modelle (1998)[19]
- Aria für Cello und Klavier (2000)[20]
- … dein aschenes Haar, 2. Fassung für gemischten Chor, Sopran-Saxophon, Klavier, Trommeln, Becken, Metallklänge. (2000) (prämiert mit dem Carl von Ossietzky-Kompositionspreis)
- Schmetterling für Ensemble (2017)[21]

## Diskographie (Auswahl)
- Meine Lieder[2] (Gerd Lisken Gesang, Komposition und Klavier)
- Musikalische Gruppenimprovisation (1972)[22] Mit u. a. Gerd Lisken, Anke Lisken, Wilhelm Schulz, Karl Godejohann, Uwe Niepel.
- Ein Haydnspass! Franzpeter Goebels und Friedwart Goebels, Klavier. Kompositionen aus dem 19. u. 20. Jh., aus Anlaß von Haydns 250. Geburtstag eingespielt. (1981)[23]
- Willem Schulz. cello in contact (2012)[24] Mit u. a. Willem Schulz Cello, Susanne Schulz Violine, Fanja Raum Saxophon, Anke Züllich-Lisken Monochord und Stimme, Gerd Lisken Flügel.
- Daniel Brandl. Solo II (2016), Daniel Brandl Cello, Henning Beckmann Posaune, Sebastian Langer Klarinette, Gerd Lisken Flügel.[25]

## Veröffentlichungen (Auswahl)
- Personanz. In: Musica. Monatsschrift für alle Gebiete des Musiklebens. Volume 36, 1982, ISSN 0027-4518
- Einige Gedanken zum Jubiläum des Rings. In: Ringgespräch über Gruppenimprovisation, Ausgabe LXXVII, April 2014[26]
- Improvisationskonzert in Bielefeld (Oktober 1994) / „ting“ in Osnabrück. Ein Projekt von Willem Schulz mit dem „Ersten Improvisierenden Streichorchester“. In: Ringgespräch LX, Februar 1995, S. 22.[27]